# Al-Baidāwī
ʿAbdallah ibn ʿUmar Abū l-Chair Nāsir ad-Dīn al-Baidāwī (arabisch عبد الله بن عمر أبو الخير ناصر الدين البيضاوي, DMG ʿAbdallah ibn ʿUmar Abū l-Ḫair Nāṣir ad-Dīn al-Baiḍāwī * im 13. Jahrhundert in al-Baiḍa'; † um 1290 in Schiras) war ein islamischer Rechtsgelehrter und Korankommentator persischer Abstammung. Er wurde in einer Stadt namens al-Baiḍa' in der Provinz Fars, nördlich der Hauptstadt Schiraz geboren. Sein Geburtsdatum ist unbekannt, fällt jedoch in die Amtszeit des Atabegs Abu Bakr b. Saʿd I. (1231–1260), unter dem sein Vater als Oberrichter diente. Seine Ausbildung erhielt er in Bagdad. Er übte in Schiras das Amt des Oberrichters „Qādī al-Qudāt“ aus und gehörte der Rechtsschule der Schāfiʿiten an. Er stand im Ruf großer Gelehrsamkeit und bearbeitete unter anderem juristische, theologische, historische und sprachwissenschaftliche Themen. Die größte Wirksamkeit entfaltete seine Koranexegese. Al-Baiḍāwī starb in Schiras. Er wurde in einem Ort namens Jurundab begraben. Sein Todesdatum ist unklar und liegt zwischen 1286 und 1293.

## Werke (Auswahl)

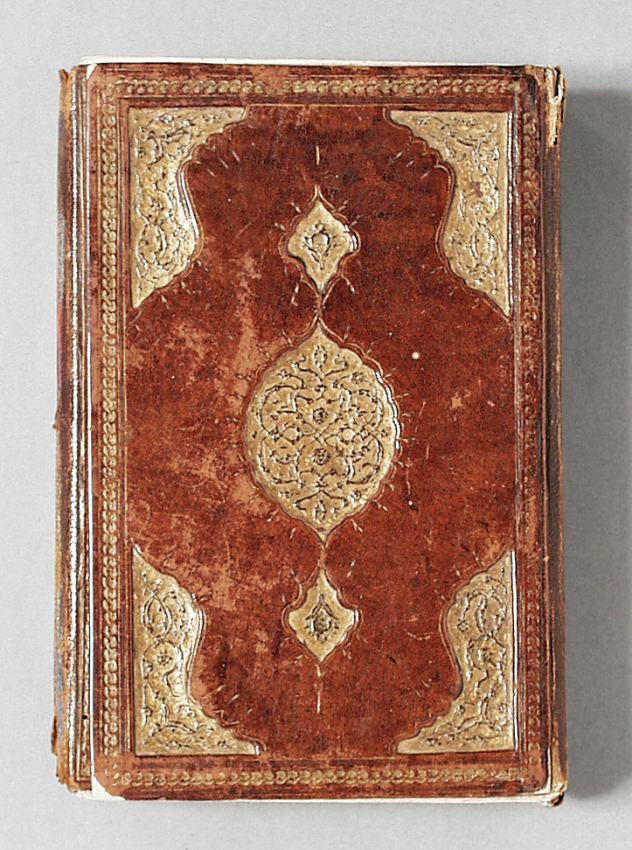
Die Koranexegese (Tawali' al-anwar min matali' al-anzar) des al-Baidawi

Al-Baiḍāwī verfasste seine zahlreichen Werke zu verschiedensten Themen meist in arabischer Sprache.
- Minhadsch al-wusul ila ʿilm al-usul („Methode zur Wissenschaft der Grundlagen“) und al-ghaya al-quswa (Jurisprudenz)
- Lubb al-albab fī ʿilm al-iʿrab („Wesentliche Einsichten in die Wissenschaft der Syntax“, arabische Grammatik)
- Misbah al-arwah („Leuchte der Seelen“) und Tawaliʿ al-anwar min mataliʿ al-anzar (scholastische Theologie)
- Nizam al-tawarich („Ordnung der Historien“, eine persischsprachige Chronik der Weltgeschichte von der Schöpfungsgeschichte bis zum Jahre 1274)
- Anwar al-tanzil wa-asrar al-taʾwil („Die Lichter der Offenbarung und die Geheimnisse der Interpretation“, Korankommentar).

Das bekannteste Werk al-Baidawis ist sein Korankommentar. Dieser orientiert sich streng an al-Zamachscharis Korankommentar al-kaschschaf ʿan haqa'iq at-tanzil, bereinigt um die Lehren der Muʿtazila und gestützt auf weitere Quellen. Er wurde zum Standardwerk in der islamischen Welt. 1846–48 wurde das Werk als einer der ersten Korankommentare unter dem Titel Beidhawii Commentarius in Coranum ex codd. parisiensibus von Heinrich Leberecht Fleischer in Leipzig veröffentlicht.